# ベニート・ステファネリィ
ベニート・ステファネリィ（イタリア語: Benito Stefanelli, 1928年9月2日 - 1999年12月18日）は1950年代から1990年代末に活動したイタリアの男優、スタントマン、アクション監督（殺陣師や擬斗、武器監修等も含む）。カタカナ表記ではベニート・ステファネッリやベニート・ステファネリ、ベニト・ステファネリと記されることもある。ペフラム物やマカロニ・ウエスタンが主な領分で、1960年代にはベニー・リーヴス（Benny Reeves）やベン・ステッフェン（Ben Steffen）のアングロサクソン風の変名も使用した。また、息子のマルコ・ステファネッリも同業者だった。身長186センチ。

## 経歴

### 俳優としての特徴
ローマ出身。イタリア映画界のスタントマン兼俳優で、1950年代初頭から1990年代にかけて活動した。当初は数多くのペプラム物にスタントマンとして参加していたが、脇役ながらもアクション要員の俳優として出演するようになった。1960年代にはベニー・リーヴスの変名を用い、悪役の手下役を多く演じた。マカロニ・ウェスタン時代の変名であるこの「ベニー・リーヴス」はヘラクレス役者のスティーヴ・リーヴスにあやかっている。

### セルジオ・レオーネ組
1960年代に一大ブームを巻き起こしたマカロニ・ウェスタンにはペプラム物の頃から仕事を共にしたセルジオ・コルブッチがスタンリー・コーベット名義でアルバート・バンド（アルフレード・アントニーニ）と共同監督した『グランド・キャニオンの大虐殺』（1963年/未/TV放映）頃から脇役ながら目立つ様になったが、それ以前からも『モンタナの恐怖』（1959年/未ソフト化）なるモノクロで撮られた西部劇へも出演していた。
コルブッチの友人でもあるセルジオ・レオーネ監督の信頼厚く、『荒野の用心棒』(1964年)を皮切りに『夕陽のガンマン』（1965年）、『続夕陽のガンマン/地獄の決斗』（1966年）、『ウエスタン』（1968年）、『夕陽のギャングたち』（1971年）、更にはレオーネの遺作である『ワンス・アポン・ア・タイム・イン・アメリカ』(1984年)まで全作品に出演とスタント・コーディネーターとして起用されている。また、レオーネが製作を務め、部分的に監督をしたと言われる『ミスター・ノーボディ』（1973年）と『ミスター・ノーボディ2』（1975年/未/DVD）にも参加しており、これまたレオーネが部分的に監督したフランスのロベール・オッセン監督、主演の西部劇『傷だらけの用心棒』（1967年/未/TV放映/DVD）にも出演の傍らスタント監督として参加している。
レオーネの助監督を務めたことから、レオーネの愛弟子と呼ばれるトニーノ・ヴァレリイ監督の『怒りの荒野』（1967年）、『怒りの用心棒（復讐のダラス）（ダラス・ブリット/怒りと復讐の果て）』（1969年/未/ビデオ/TV放映）、『ダーティ・セブン/禿鷹要塞爆破作戦（要塞攻防戦/いのち知らずのならず者）』（1972年/未/ビデオ/TV放映）にも助演及びスタントとして参加している。

### マカロニ・ウエスタンのトップ・スタントマン
レオーネ組での実績もさることながら、名実共にイタリアのトップ・スタントマンに上り詰めた。スタント・コーディネーターや殺陣師、武器や銃火器指導、馬術指導を兼任することもあった。
中でもジュリアーノ・ジェンマ主演のマカロニ・ウェスタンへの出演も目立ち、『怒りの荒野』（1967年）に於けるリー・ヴァン・クリーフとの馬上の決闘はマカロニ・ウェスタン屈指の名スタントに数えられる。他にも『荒野の1ドル銀貨』（1965年）、『さいはての用心棒』（1966年）、『荒野の一つ星』（1967年）、『暁のガンマン（さすらいの用心棒）』（1968年/未/TV放映）等にスタント・コーディネーターと助演の兼任で参加した。また、セルジオ・ソリーマ監督の『復讐のガンマン』（1966年）の闘牛の場面ではトーマス・ミリアンのスタントを務めた。
マカロニ・ウエスタン末期の1977年にはボクサーのカルロス・モンソン主演の『エル・マッチョ』（未ソフト化）にもスタント・コーディネーターも兼ねて助演し、『荒野の無頼漢』（1970年）等のマカロニ・ウェスタンの代表的スターであるジョージ・ヒルトンが仇役で出ていた。これはアルゼンチンとの合作で、現地でロケも行われた。また、オーストリアのアルプスでロケが行われた『白い牙の救出』（1975年/未ソフト化）では当時のイタリア映画界のトップ・スターであるマウリツィオ・メルリと悪役に定評あるハリウッド俳優のヘンリー・シルヴァとの共演で、久々にベニー・リーヴスの変名を名乗って傍役出演した。

### 国際舞台への飛躍
英語力にも長け、撮影現場では通訳としても働き、クリント・イーストウッド、リー・ヴァン・クリーフ、イーライ・ウォラック、ヘンリー・フォンダ、ジェースン・ロバーズ、チャールズ・ブロンスン、ロッド・スタイガー、ジェームズ・コバーン、ロバート・デ・ニーロなど錚々たる顔触れのの英語圏の俳優とのパイプ役も務めた。また、多国籍の現場を仕切って来た経験を買われ、ステュアート・ホイットマンやクルト・ユルゲンスも出演したジーン・ネグレスコ監督のイランと米国の合作『無敵の六人』(1970年/未ソフト化)やテレンス・ヤング監督の『アマゾネス』(1973年)やルトガー・ハウアー主演でリチャード・ドナー監督の『レディホーク』(1985年)、ヴェルナー・ヘルツォーク監督のガーナでロケが行われた『コブラ・ヴェルデ』(1987年)など国際的な大作にもスタント・コーディネーター及び脇役俳優として起用された。
アジア方面で撮影された作品にも幾本か参加している。トルコでロケが行われ、ロバート・ギンティーとフレッド・ウィリアムスンが出演した『ホワイト・ファイア/地獄の報酬』（1984年/未/ビデオ）、タイとの合作『ミッシング・ボーダー/地獄の戦場』（1982年/未/ビデオ）（クレジットなしだったが、インターネット・ムービー・データベースではスタント・コーディネーターだったとある）、フィリピンでロケが行われた『地獄のファイター/炎の脱出』（1985年/未/ビデオ/TV放映）と『バイオレンス・ハンター/黄金の謎』（1988年）では脇役出演とスタント・コーディネーターを務めた。

### 同業者たち
イタリアの同時代の俳優であるステリオ・カンデッリの変名である「スティーヴ・エリオット」名義で『地獄のファイター/炎の脱出』(1985年/未/ビデオ/TV放映)と『バイオレンス・ハンター/黄金の謎』(1988年)にも出演した。この件はインターネット・ムービー・データベースではカンデッリの出演場面カットとステファネッリのクレジット無し出演ということで処理されている。
アルベルト・デラクアやジョヴァンニ・チャンフリーリア、マッシモ・ヴァンニ、ナッツァレーノ・ザンペルラ、ゴッドフレード・アンガー、フェルナンド・ポッジらと共にイタリア映画の伝説的スタントマンとして語り継がれている。
息子のマルコもスタントマンで俳優であり、ハリウッド映画でマーティン・スコシージ監督の『最後の誘惑』(1987年)等、国際的に活動しているほか、『必殺の二挺拳銃』(1967年)、『コブラ・ヴェルデ』(1987年)などでは父子共演している。

## 主な出演作品
- 『ユリシーズ』(1954年)（クレジットなし）
- 『大城砦』（1960年）
- 『逆襲！大平原』（1961年）セルジオ・コルブッチ監督
- 『闘将スパルタカス』（1962年）セルジオ・コルブッチ監督
- 『グランド・キャニオンの大虐殺』(1963年/未/テレビ放映)（スタント・コーディネーターも）スタンリー・コーベット（セルジオ・コルブッチ）、アルバート・バンド共同監督
- 『荒野の1ドル銀貨』(1965年)カルヴィン・ジャクスン・パジェット（ジョルジオ・フェローニ）監督
- 『夕陽のガンマン』(1965年)セルジオ・レオーネ監督
- 『地獄のランデブー』（1966年）ジョルジオ・フェロー二監督
- 『続・夕陽のガンマン/地獄の決斗』(1966年)セルジオ・レオーネ監督
- 『復讐のガンマン』(1966年)セルジオ・ソリーマ監督
- 『さいはての用心棒』(1966年)（スタント・コーディネーターも）カルヴィン・ジャクスン・パジェット（ジョルジオ・フェローニ）監督
- 『皆殺しのバラード』(1966)ドニ・ド・ラ・パトリエール監督
- 『砂漠の10万ドル（ラシター&マーティン/砂漠の10万ドル）』(1966/未/テレビ放映/DVD)
- 『黄金の棺』(1967年/未/テレビ放映)（クレジットなし）セルジオ・コルブッチ、アルバート・バンド（クレジットなし）共同監督
- 『怒りの荒野』（1967年）トニーノ・ヴァレリ監督
- 『荒野の一つ星』(1967年)（スタント・コーディネーターも）カルヴィン・ジャクスン・パジェット（ジョルジオ・フェローニ）監督
- 『傷だらけの用心棒』(1967年/未/テレビ放映)（スタント監督も）ロベール・オッセン監督
- 『ゴーストタウンの番外地（ゴーストタウン番外地）（ゴーストタウンの七人）』(1967年/未/テレビ放映)（スタント・コーディネーターも）アメリゴ・アントン（タニオ・ボッチア）監督
- 『ウエスタン』(1968年)セルジオ・レオーネ監督
- 『暁のガンマン(さすらいの用心棒)』(1968年/未/テレビ放映)ジュリオ・ペトローニ監督
- 『アウトロー・ガン』(1967年/未/テレビ放映)フランコ・ジラルディ、アルバート・バンド（クレジットなし）共同監督

・『ガラガラ蛇の夜』(1968年/未/dvd)　ジュリオ・ペトローニ監督
- 『ジェントルマン・ジョー』(1968年/未ソフト化)ジョージ・フィンレイ（ジョルジオ・ステガーニ）監督
- 『怒りの用心棒 (復讐のダラス)(ダラス・ブリット/怒りと復讐の果て)』(1969年/未/テレビ放映/ビデオ)（スタント・コーディネーターも）トニーノ・ヴァレリイ監督
- 『夕陽のギャングたち』(1971年)セルジオ・レオーネ監督
- 『復讐のガンマン/ジャンゴ』(1971年/未/テレビ放映)（クレジットなし）エドワード・G・ミューラー（エドゥアルド・ムランジャ）監督
- 『ザ・アウトロー/風来坊2』(1971年/未/テレビ放映)E・Ｂ・クラッチャー（エンツォ・バルボーニ）、イタロ・ツィンガレッリ（クレジットなし）共同監督
- 『ダーティ・セブン /禿鷹要塞爆破作戦(要塞攻防戦/いのち知らずのならず者)』(1972年/未/ビデオ/テレビ放映)トニーノ・ヴァレリイ監督
- 『ミスター・ノーボディ』(1973年)トニーノ・ヴァレリイ監督
- 『空手アマゾネス』(1973年)（第二班監督も）アル・ブラッドレイ（アルフォンソ・ブレスチア）監督
- 『ミスター・ノーボディ2』(1975年/未/dvd)ダミアーノ・ダミアーニ監督
- 『エル・マッチョ』(1977年/未ソフト化)

・　『ピューマ・マン』(1981年)アルベルト・デ・マルティーノ監督
- 『ミッシング・ボーダー/地獄の戦場』(1982年/未/ビデオ)（スタント・コーディネーター）レク・キティパラポーン監督
- 『アイアンマスター』(1983年/未/ビデオ)ウンベルト・レンツィ監督
- 『ホワイト・ファイア/地獄の報酬』(1984年/未/ビデオ)（スタント・コーディネーターも）ジャン・マリー・パラディ監督
- 『グレート・バーバリアン』(1986年/未/ビデオ)（スタント・コーディネーターも）ルッジェロ・デオダート監督
- 『ヘルバランス』(1988年/未/ビデオ)（クレジットなし）ルッジェロ・デオダート監督
- 『ペンデュラム/悪魔のふりこ』(1991年/未/ビデオ)

ほか多数。